# 러시아-타지키스탄 관계
러시아-타지키스탄 관계(러시아어:Российско-таджикские отношения)는 타지키스탄과 러시아 간의 관계로 타지키스탄과 러시아는 1992년 4월 8일 외교 관계를 수립했다. 또 러시아와 타지키스탄은 독립국가연합과 집단안보조약기구, 상하이협력기구의 회원국이다.

## 같이 보기
- 주러시아 타지키스탄 대사관